# Narzędzie rolnicze
Narzędzia rolnicze – specjalne urządzenia techniczne (narzędzie) używane w rolnictwie w celu ułatwienia lub mechanizacji procesu produkcji rolnej. Elementy robocze tych narzędzi mogą w trakcie pracy pozostawać nieruchome lub dzięki oporowi stwarzanemu przez podłoże w trakcie ich pracy mogą obracać się wokół osi, np. brona talerzowa.
W przeciwieństwie do maszyn rolniczych narzędzia rolnicze nie mają napędzanych elementów roboczych, jednak w szerszym znaczeniu część narzędzi rolniczych, zwłaszcza zawieszanych lub doczepianych do ciągników (np. pługi czy kultywatory), bywa zaliczana do maszyn.
Obecnie można podzielić narzędzia rolnicze według sposobu ich użytkowania na:
- ręczne, w tym np.:
  - cep,
  - łopata,
  - graca,
  - motyka,
  - sierp,
  - kosa,
  - grabie;
- ciągnikowe lub konne, w tym np.:
  - pług,
  - brona,
  - kultywator.